# Koncert
Koncert je glazbeni događaj "uživo", pred publikom. Glazbena djela na koncertima mogu izvoditi solisti, orkestar, zbor ili sastav. Njihov glazbeno-scenski nastup može biti vokalan, instrumentalan ili bilo koja njihova kombinacija. 
Koncerti se mogu održavati u različitim prostorima, na otvorenom i u zatvorenom: sportskim stadionima, ugostiteljskim objektima, parkovima i drugim javnim ili privatnim prostorima. Bez obzira na mjesto održavanja koncerta i njegovu veličinu, glazbenici glazbu najčešće izvode s mjesta koje nazivamo pozornica. Ugođaj na koncertu može biti upotpunjen raznim svjetlosnim i drugim scenskim efektima.
U vrijeme prije distribucije glazbenih, zvučnih i video zapisa koncerti su glazbenicima bili jedina mogućnost na raspolaganju kojom su predstavljali svoju glazbu, odnosno jedinstvena prilika ljubiteljima glazbe da čuju omiljena im glazbena djela i/ili izvođače.     
Dok su koncerti dobra prilika za glazbenike da uživaju u stvaranju glazbe i predstave svoja djela, čime posjetiteljima pružaju neposredan doživljaj umjetnosti i zabave, oni su istodobno i prilika za zaradu novca. Pored ulaznica, posjetitelj će, ako mu se sviđa djelo ili izvođač, kupiti i zvučni/video zapis i druge komercijalne proizvode.
Naziv koncert (tal. concerto) u glazbi označava još i skladbu koju izvode jedan ili više solista na određenom instrumentu uz pratnju orkestra. Concerto, kao i većina glazbenih formi uostalom, stvoren je u Italiji.    